# Naživo (televizní stanice)
Naživo byla česká televizní stanice.
Jednalo se o projekt divadelní organizace Cirk La Putyka, Jatek78 a firmy Heaven's Gate Viktora Tauše. Hlavní náplní vysílání stanice byla divadelní představení a koncerty, veškeré pořady i reklamy byly vysílány živě. Stanice započala své vysílání 20. listopadu 2020 ve 20 hodin kabaretem Pot a Lesk a ukončila o 2 měsíce později, 20. ledna 2021, z finančních důvodů.

## Vysílané pořady
- Divadlo Naživo – divadelní představení
- Domanéž – cirkusový pořad pro děti a rodiče
- Film Naživo – koncerty
- Late Night Show – kabaretní show
- NoD Academy – odborné přednášky
- Talk Show – diskuzní pořad[1]